# Navadna podkvica
Navadna podkvica (znanstveno ime Hippocrepis comosa) je zeljnata trajnica iz družine metuljnic. 

## Opis
Zraste do 20 cm visoko in ima plazeče steblo, ki je pri dnu olesenelo. Listi so narobe jajčasti do suličasti in enkrat pernato deljeni. Rob je gladek. Cvetovi so rumeni, metuljaste oblike, dolgi do 1 cm in združeni v socvetja, v katere je zbrano od 4 do 8 cvetov. Poganjajo na vrhu okoli 10 cm dolgih stebel. Plodovi se razvijejo v podkvasto zavitih strokih.
Rastlina uspeva na apnenčastih kamnitih pobočjih in pustih travnikih po vsej Evropi, zlasti na jugu in v alpskem svetu, kjer cveti od maja do septembra.